# اچ‌ام‌اس ولوکس (دی۳۴)
اچ‌ام‌اس ولوکس (دی۳۴) (به انگلیسی: HMS Velox (D34)) یک کشتی بود که طول آن ۳۰۰ فوت (۹۱٫۴ متر) بود. این کشتی در سال ۱۹۱۷ ساخته شد.